# Jani Honkavaara
Jani Honkavaara (Seinäjoki, 2 febbraio 1976) è un allenatore di calcio ed ex calciatore finlandese, di ruolo centrocampista o attaccante, tecnico del Djurgården.

## Carriera

### Giocatore
Honkavaara iniziò la sua carriera da giocatore nel TP-Seinäjoki, club precedentemente noto come Törnävän Pallo-55 (TP-55) e con sede nella sua città natale. Nel 1997, con questa squadra, disputò le uniche dieci partite della sua carriera nella Veikkausliiga, la massima serie del calcio finlandese. Si ritirò dal calcio giocato nel 2006 all'età di trent'anni.

### Allenatore
Dopo aver terminato la sua carriera da calciatore, Honkavaara fu nominato nel gruppo tecnico del Viikingit. A partire dalla stagione 2010 fu capo allenatore dell'HIFK, formazione con cui si classificò primo nel proprio raggruppamento del campionato di Kakkonen di quell'anno conquistando così la promozione dalla terza alla seconda serie. Lasciò la squadra al termine della Ykkönen 2011, nella quale l'HIFK si piazzò al nono posto mantenendo la categoria.
A seguito dei risultati positivi ottenuti con l'HIFK, Honkavaara fu nominato allenatore del Gnistan. Nonostante i buoni risultati, a fine anno lasciò l'incarico per motivi familiari.
Dall'annata seguente tornò ad essere il capo allenatore dell'HIFK, che nel frattempo era sceso nella Kakkonen durante la sua assenza. Con Honkavaara come allenatore, l'HIFK ottenne nuovamente la promozione nella Ykkönen. L'anno successivo Honkavaara guidò l'HIFK alla seconda promozione nel giro di due anni con la vittoria anche del campionato di Ykkönen 2014, garantendo al club la promozione in Veikkausliiga dopo oltre quarant'anni. Nel 2015, l'HIFK si piazzò settimo in Veikkausliiga, centrando la salvezza. La stagione 2016 fu tuttavia meno positiva, visto che Honkavaara fu sollevato dall'incarico il 27 luglio con la squadra penultima in classifica e una sola vittoria all'attivo dall'inizio del campionato cominciato ad inizio aprile.
Pochi mesi più tardi, nell'ottobre 2016, venne ufficializzato che a partire dalla stagione seguente Honkavaara sarebbe diventato il nuovo allenatore del Kuopion Palloseura, meglio noto come KuPS. Su questa panchina il tecnico rimase per tre annate, durante le quali ottenne rispettivamente un secondo posto, un terzo posto e infine il titolo di campione di Finlandia, il sesto nella storia del club e il primo a livello personale.
Alla fine di quest'annata ha lasciato il club per tornare ad allenare nella propria città natale, Seinäjoki, firmando un contratto con la principale squadra locale ovvero il SJK. Questa parentesi durò due anni, nei quali la società chiuse la Veikkausliiga 2020 al settimo posto e la Veikkausliiga 2021 al terzo posto.
Alla fine del 2021 assunse il ruolo di esperto per lo sviluppo giovanile e di alto livello presso la Federcalcio finlandese.
Tornò ad allenare una squadra di club nell'aprile 2023, quando fece ritorno sulla panchina del KuPS in sostituzione di Pasi Tuutti, esonerato dopo sole tre giornate. Sotto la guida di Honkavaara, la squadra concluse il campionato al secondo posto, totalizzando gli stessi punti dei campioni nazionali dell'HJK, ma venendo penalizzata da una differenza reti inferiore. Confermato alla guida del KuPS anche per la stagione 2024, Honkavaara condusse il club al trionfo sia in campionato che nella Coppa di Finlandia, per quello che fu il primo double nella storia della società. Questi successi gli valsero anche il riconoscimento di allenatore dell'anno in Finlandia. Nel corso della stagione, tuttavia, Honkavaara annunciò che al termine dell'annata avrebbe lasciato il club per dedicarsi interamente agli incarichi con le squadre nazionali, essendo già diventato intanto anche assistente del CT Markku Kanerva presso la nazionale maggiore. Con l'esonero dello stesso Kanerva, avvenuto il 22 novembre dello stesso anno, anche l'incarico di Honkavaara cessò.
Il 21 dicembre 2024 venne annunciato che, a partire dal successivo mese di gennaio, Honkavaara avrebbe allenato gli svedesi del Djurgården con un contratto di durata triennale.

## Statistiche

### Statistiche da allenatore
Statistiche aggiornate all'8 maggio 2025. In grassetto le competizioni vinte.
| Stagione        | Squadra         | Campionato      | Campionato | Campionato | Campionato | Campionato | Coppe nazionali | Coppe nazionali | Coppe nazionali | Coppe nazionali | Coppe nazionali | Coppe continentali | Coppe continentali | Coppe continentali | Coppe continentali | Coppe continentali | Altre coppe | Altre coppe | Altre coppe | Altre coppe | Altre coppe | Totale | Totale | Totale | Totale | % Vittorie | Piazzamento |
| Stagione        | Squadra         | Comp            | G          | V          | N          | P          | Comp            | G               | V               | N               | P               | Comp               | G                  | V                  | N                  | P                  | Comp        | G           | V           | N           | P           | G      | V      | N      | P      | %          | Piazzamento |
| --------------- | --------------- | --------------- | ---------- | ---------- | ---------- | ---------- | --------------- | --------------- | --------------- | --------------- | --------------- | ------------------ | ------------------ | ------------------ | ------------------ | ------------------ | ----------- | ----------- | ----------- | ----------- | ----------- | ------ | ------ | ------ | ------ | ---------- | ----------- |
| 2010            | HIFK            | K               | 26+2       | 15+2       | 6          | 5          | CF              | 2               | 1               | 1               | 0               | -                  | -                  | -                  | -                  | -                  | -           | -           | -           | -           | -           | 30     | 18     | 7      | 5      | 60,00      | 1º (prom.)  |
| 2011            | HIFK            | Y               | 24         | 8          | 5          | 11         | CF              | 2               | 1               | 1               | 0               | -                  | -                  | -                  | -                  | -                  | -           | -           | -           | -           | -           | 26     | 9      | 6      | 11     | 34,62      | 9º          |
| 2012            | Gnistan         | K               | 27         | 15         | 7          | 5          | CF              | 4               | 3               | 0               | 1               | -                  | -                  | -                  | -                  | -                  | -           | -           | -           | -           | -           | 31     | 18     | 7      | 6      | 58,06      | 2º          |
| 2013            | HIFK            | K               | 27+2       | 19+2       | 5          | 3          | CF              | 2               | 1               | 0               | 1               | -                  | -                  | -                  | -                  | -                  | -           | -           | -           | -           | -           | 31     | 22     | 5      | 4      | 70,97      | 1º (prom.)  |
| 2014            | HIFK            | Y               | 27         | 15         | 5          | 7          | CF              | 4               | 3               | 0               | 1               | -                  | -                  | -                  | -                  | -                  | -           | -           | -           | -           | -           | 31     | 18     | 5      | 8      | 58,06      | 1º (prom.)  |
| 2015            | HIFK            | VL              | 33         | 10         | 13         | 10         | CF+LC           | 2+6             | 1+3             | 0+1             | 1+2             | -                  | -                  | -                  | -                  | -                  | -           | -           | -           | -           | -           | 41     | 14     | 14     | 13     | 34,15      | 7º          |
| gen.-lug. 2016  | HIFK            | VL              | 18         | 3          | 4          | 11         | CF+LC           | 2+5             | 1+1             | 0+1             | 1+3             | -                  | -                  | -                  | -                  | -                  | -           | -           | -           | -           | -           | 25     | 5      | 5      | 15     | 20,00      | Eson.       |
| Totale HIFK     | Totale HIFK     | Totale HIFK     | 159        | 74         | 38         | 47         |                 | 25              | 12              | 4               | 9               |                    | -                  | -                  | -                  | -                  |             | -           | -           | -           | -           | 184    | 86     | 42     | 56     | 46,74      |             |
| 2017            | KuPS            | VL              | 33         | 16         | 8          | 9          | CF              | 6               | 4               | 0               | 2               | -                  | -                  | -                  | -                  | -                  | -           | -           | -           | -           | -           | 39     | 20     | 8      | 11     | 51,28      | 2º          |
| 2018            | KuPS            | VL              | 33         | 17         | 7          | 9          | CF              | 6               | 5               | 0               | 1               | UEL                | 2                  | 0                  | 1                  | 1                  | -           | -           | -           | -           | -           | 41     | 22     | 8      | 11     | 53,66      | 3º          |
| 2019            | KuPS            | VL              | 27         | 15         | 8          | 4          | CF              | 5               | 0               | 2               | 3               | UEL                | 4                  | 1                  | 2                  | 1                  | -           | -           | -           | -           | -           | 36     | 16     | 12     | 8      | 44,44      | 1º          |
| 2020            | SJK             | VL              | 22         | 8          | 5          | 9          | CF              | 5               | 0               | 1               | 4               | -                  | -                  | -                  | -                  | -                  | -           | -           | -           | -           | -           | 27     | 8      | 6      | 13     | 29,63      | 7º          |
| 2021            | SJK             | VL              | 27         | 14         | 6          | 7          | CF              | 5               | 3               | 0               | 2               | -                  | -                  | -                  | -                  | -                  | -           | -           | -           | -           | -           | 32     | 17     | 6      | 9      | 53,13      | 3º          |
| Totale SJK      | Totale SJK      | Totale SJK      | 49         | 22         | 11         | 16         |                 | 10              | 3               | 1               | 6               |                    | -                  | -                  | -                  | -                  |             | -           | -           | -           | -           | 59     | 25     | 12     | 22     | 42,37      |             |
| apr.-dic. 2023  | KuPS            | VL              | 19         | 13         | 3          | 3          | CF              | 3               | 2               | 1               | 0               | UECL               | 2                  | 0                  | 1                  | 1                  | -           | -           | -           | -           | -           | 24     | 15     | 5      | 4      | 62,50      | Sub., 2º    |
| 2024            | KuPS            | VL              | 27         | 17         | 5          | 5          | CF+LC           | 5+7             | 4+4             | 1+1             | 0+2             | UECL               | 4                  | 1                  | 1                  | 2                  | -           | -           | -           | -           | -           | 43     | 26     | 8      | 9      | 60,47      | 1º          |
| Totale KuPS     | Totale KuPS     | Totale KuPS     | 139        | 78         | 31         | 30         |                 | 32              | 19              | 5               | 8               |                    | 12                 | 2                  | 5                  | 5                  |             | -           | -           | -           | -           | 183    | 99     | 41     | 43     | 54,10      |             |
| 2025            | Djurgården      | A               | 6          | 2          | 2          | 2          | CS+CS           | 3+0             | 1+0             | 1+0             | 1+0             | UECL               | 6                  | 2                  | 0                  | 4                  | -           | -           | -           | -           | -           | 15     | 5      | 3      | 7      | 33,33      | Sub.        |
| Totale carriera | Totale carriera | Totale carriera | 380        | 191        | 89         | 100        |                 | 74              | 38              | 11              | 25              |                    | 18                 | 4                  | 5                  | 9                  |             | -           | -           | -           | -           | 472    | 233    | 105    | 134    | 49,36      |             |

## Palmarès

### Allenatore

#### Competizioni nazionali
- Campionato finlandese: 2

KuPS: 2019, 2024
- Coppa di Finlandia: 1

KuPS: 2024
- Ykkönen: 1

HIFK: 2014
- Kakkonen: 2

HIFK: 2010, 2013